# FBC Třinec

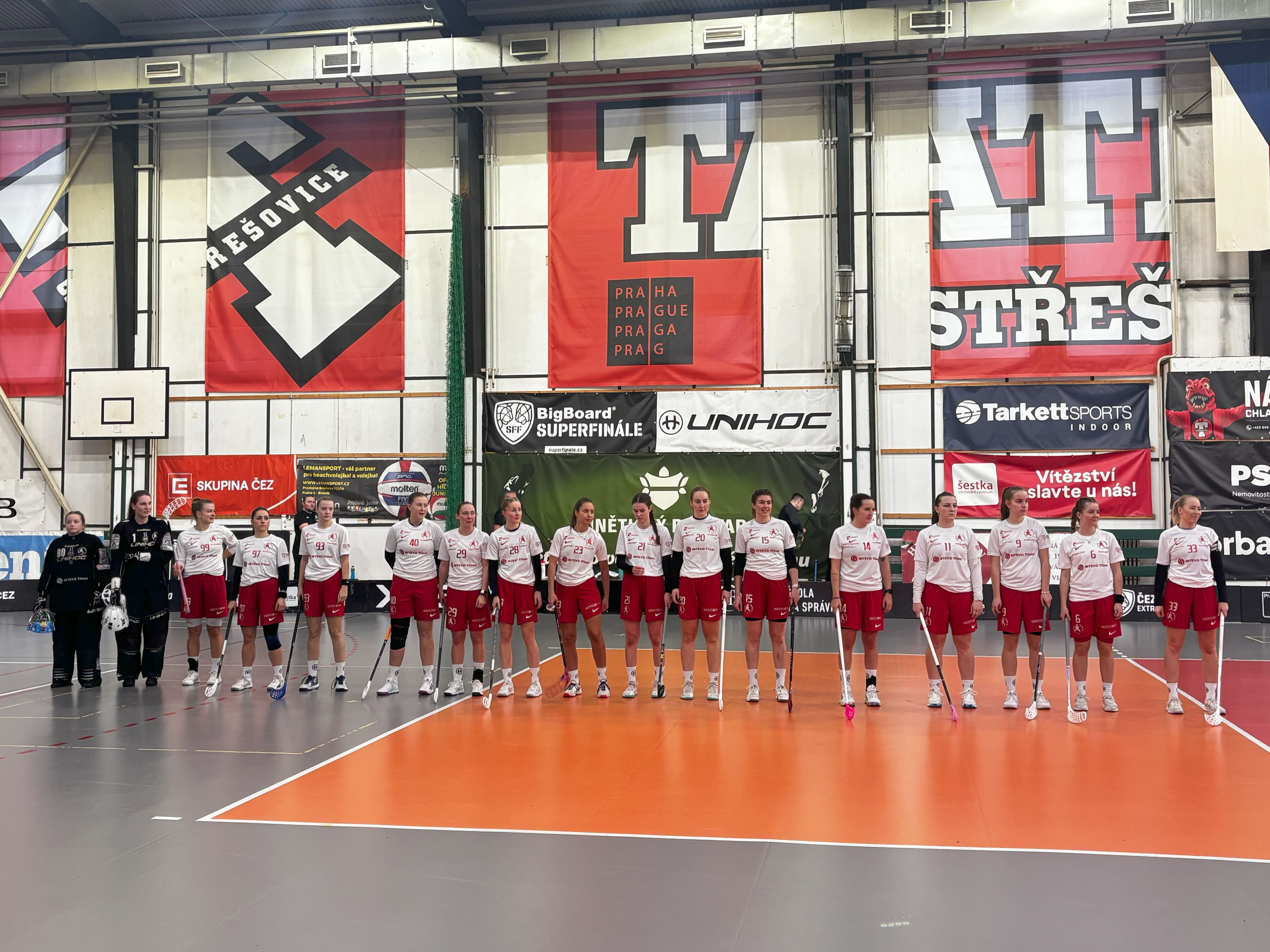
Ženský tým FBC Třinec před zápasem proti Tatranu Střešovice v sezóně 2024/2025 v hale Stodola Aréna Střešovice

FBC Třinec (podle sponzora také FBC Intevo Třinec) je český florbalový klub, který sídlí v Třinci v Moravskoslezském kraji. Založen byl v roce 2011 pod názvem FBC Steel Třinec. Svůj současný název nese od roku 2020. Klubové barvy jsou červená a bílá. Své domácí zápasy odehrává ve Sportovní hale STARS Třinec s kapacitou 900 diváků.
Ženský tým hraje od sezóny 2023/2024 nejvyšší soutěž, Extraligu žen, do které postoupil poprvé v historii. V dalším ročníku se již probojoval i do play-off. V roce 2022 hrál čtvrtfinále Poháru Českého florbalu.
Mužský tým hraje od sezóny 2023/2024 třetí nejvyšší soutěž, Národní ligu, kam také postoupil poprvé. V ročníku 2024/2025 zvítězil v základní části východní skupiny a postoupil do semifinále.

## Vývoj názvu
- 2011 – FBC Steel Třinec
- 2013 – FBC Ossiko Třinec
- 2020 – FBC Intevo Třinec

Zdroj:

## Historie
Klub byl založen v roce 2011, když ve své první sezóně přihlásil ženský tým do 2. ligy (třetí nejvyšší soutěže). Ve své první sezóně skončil tým na konečném šestém místě, to obsadil i v sezóně 2012/2013. V roce 2013 byla založena také mužská složka klubu. Mužský tým se zařadil do krajské třídy, tedy nejnižší soutěže, ze které se postupně vypracoval až do Divize (čtvrté nejvyšší soutěže), do které postoupil v roce 2019 z Regionální ligy. Významná byla také sezóna 2017/2018, ve které ženský tým postoupil do 1. ligy (druhé nejvyšší soutěže). Sezóna byla úspěšná i z pohledu týmu juniorek, který ovládl 2. ligu.
Mužskému týmu se v sezóně 2021/2022 úspěšně povedlo přestavět kádr, do kterého začlenil hráče z juniorských a dorosteneckých týmů, to se projevilo již na turnaji Czech Open, ze kterého si Třinec odvezl stříbrné medaile z kategorie Open. Přelomovou v klubové historii se stala sezóna 2022/2023, kdy nejprve mužský tým postoupil do Národní ligy, tedy třetí nejvyšší soutěže. Postoupit se povedlo i ženskému týmu, který se díky vítězství v baráži nad týmem Panthers Praha 3:1 na zápasy probojoval do ženské Extraligy. V sezóně 2024/2025 ženský tým poprvé v historii postoupil do play-off nejvyšší soutěže, ve čtvrtfinále tým vypadl s FBC Ostrava 0:4 na zápasy.
Klub má v současné době základnu více než 500 hráčů, rozdělených do 18 týmů v osmi kategoriích.

## Ženský tým

### Sezóny
| Sezóna    | Úroveň | Soutěž        | Umístění | Poznámka |
| --------- | ------ | ------------- | -------- | --- |
| 2017/2018 | 3      | 2. liga       |          | Postup do vyšší ligy                                                                                             |
| 2018/2019 | 2      | 1. liga       |          | Vypadnutí ve čtvrtfinále play-off proti IBK Hradec Králové                                                       |
| 2019/2020 | 2      | 1. liga       |          | Sezóna ukončena po výhře v osmifinále proti SK Jihlava                                                           |
| 2020/2021 | 2      | 1. liga       |          | Sezóna ukončena po neúplných šesti odehraných kolech základní části                                              |
| 2021/2022 | 2      | 1. liga       |          | Vypadnutí v semifinále play-off proti Crazy girls FBC Liberec                                                    |
| 2022/2023 | 2      | 1. liga       | 2.       | Prohra ve finále play-off proti K1 Florbal Židenice – Výhra v baráži proti Panthers Praha – Postup do vyšší ligy |
| 2023/2024 | 1      | ČEZ Extraliga | 10.      | Druhé místo v play-down – Udržení v lize                                                                         |
| 2024/2025 | 1      | ČEZ Extraliga | 8.       | Vypadnutí ve čtvrtfinále play-off proti FBC ČPP Bystroň Group Ostrava                                            |

### Soupiska
| #  | Pozice | Hráč                 |
| -- | ------ | -------------------- |
| 1  | B      | Simona Pytlíková     |
| 71 | B      | Martina Szwanczarová |
| 5  | O      | Petra Miková         |
| 11 | O      | Denisa Gawryšová     |
| 12 | O      | Alina Zelena         |
| 29 | O      | Klára Hrobařová      |
| 19 | O      | Anežka Blechová      |

| #  | Pozice | Hráč                 |
| -- | ------ | -------------------- |
| 9  | Ú      | Tereza Kantorková    |
| 10 | Ú      | Karolína Sovadinová  |
| 13 | Ú      | Vendula Podsedníková |
| 14 | Ú      | Tereza Halaštová     |
| 15 | Ú      | Sabina Zoubková      |
| 20 | Ú      | Klára Klinkovská     |
| 23 | Ú      | Pavla Lišková        |
| 28 | Ú      | Tereza Martynková    |
| 33 | Ú      | Nikola Liberdová     |
| 40 | Ú      | Adéla Šibrová        |
| 66 | Ú      | Anna Dobešová        |
| 96 | Ú      | Klára Portešová      |
| 97 | Ú      | Kateřina Macigová    |
| 99 | Ú      | Lucie Mišúnová       |

### České reprezentantky
Hráčky a odchovankyně klubu, které hrály na mistrovství světa.
| Rok     | Hráči                              |
| ------- | ---------------------------------- |
| MS 2017 | Veronika Třinecká, Romana Kiecková |
| MS 2023 | Vendula Maroszová                  |

### Další známé hráčky
- Klára Kociánová (2022–2024)

## Mužský tým

### Sezóny
| Sezóna    | Úroveň | Soutěž       | Umístění | Poznámka                                                               |
| --------- | ------ | ------------ | -------- | ---------------------------------------------------------------------- |
| 2022/2023 | 4      | Divize       |          | Výhra v 2. kole play-up proti FBK Atlas Blansko – Postup do vyšší ligy |
| 2023/2024 | 3      | Národní liga |          | Vypadnutí ve čtvrtfinále play-off proti FBC Přerov                     |
| 2024/2025 | 3      | Národní liga |          | Vypadnutí v semifinále play-off proti Asper Šumperk                    |

## Fotogalerie

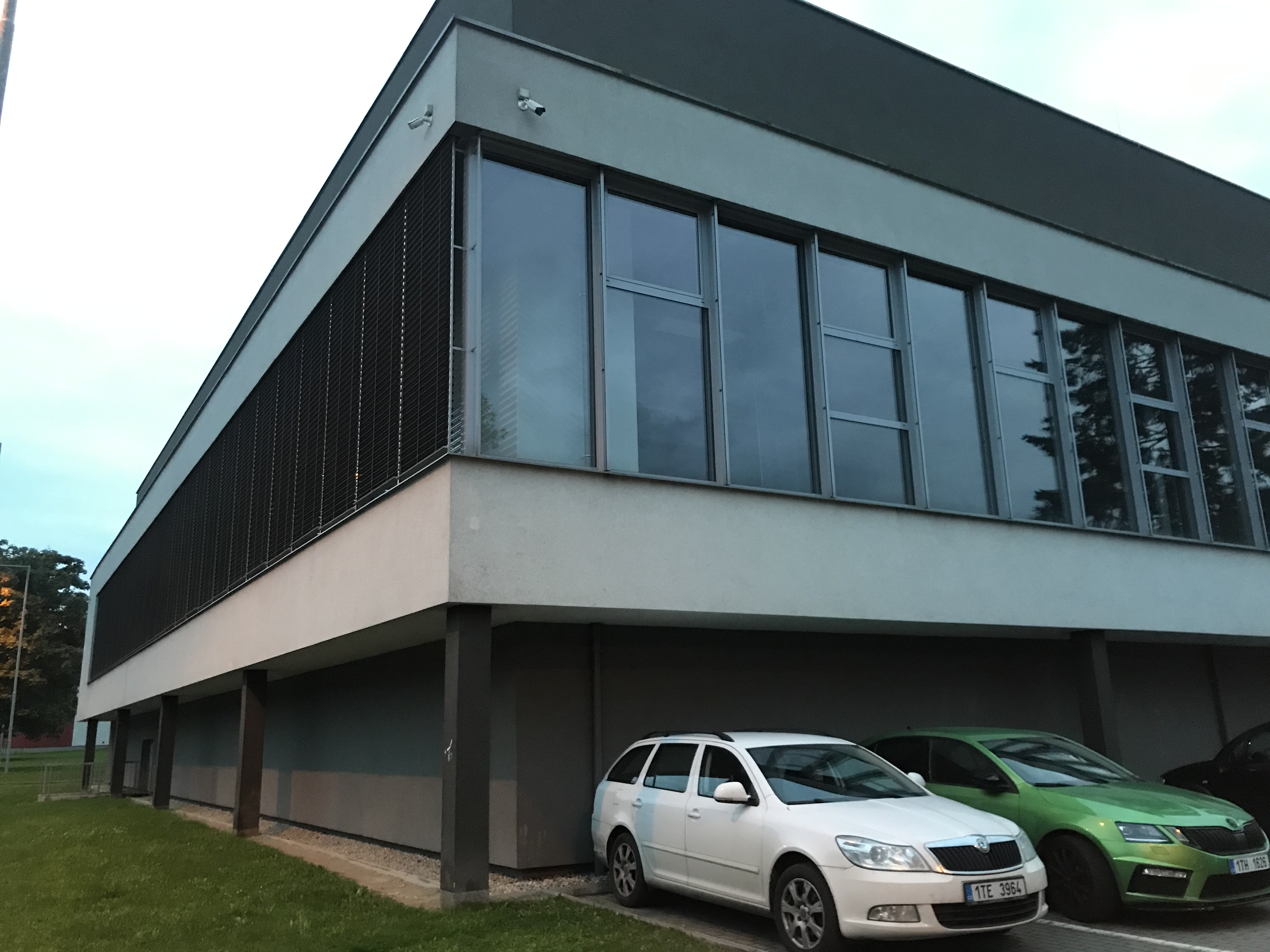
Sportovní hala STARS, kde klub působí
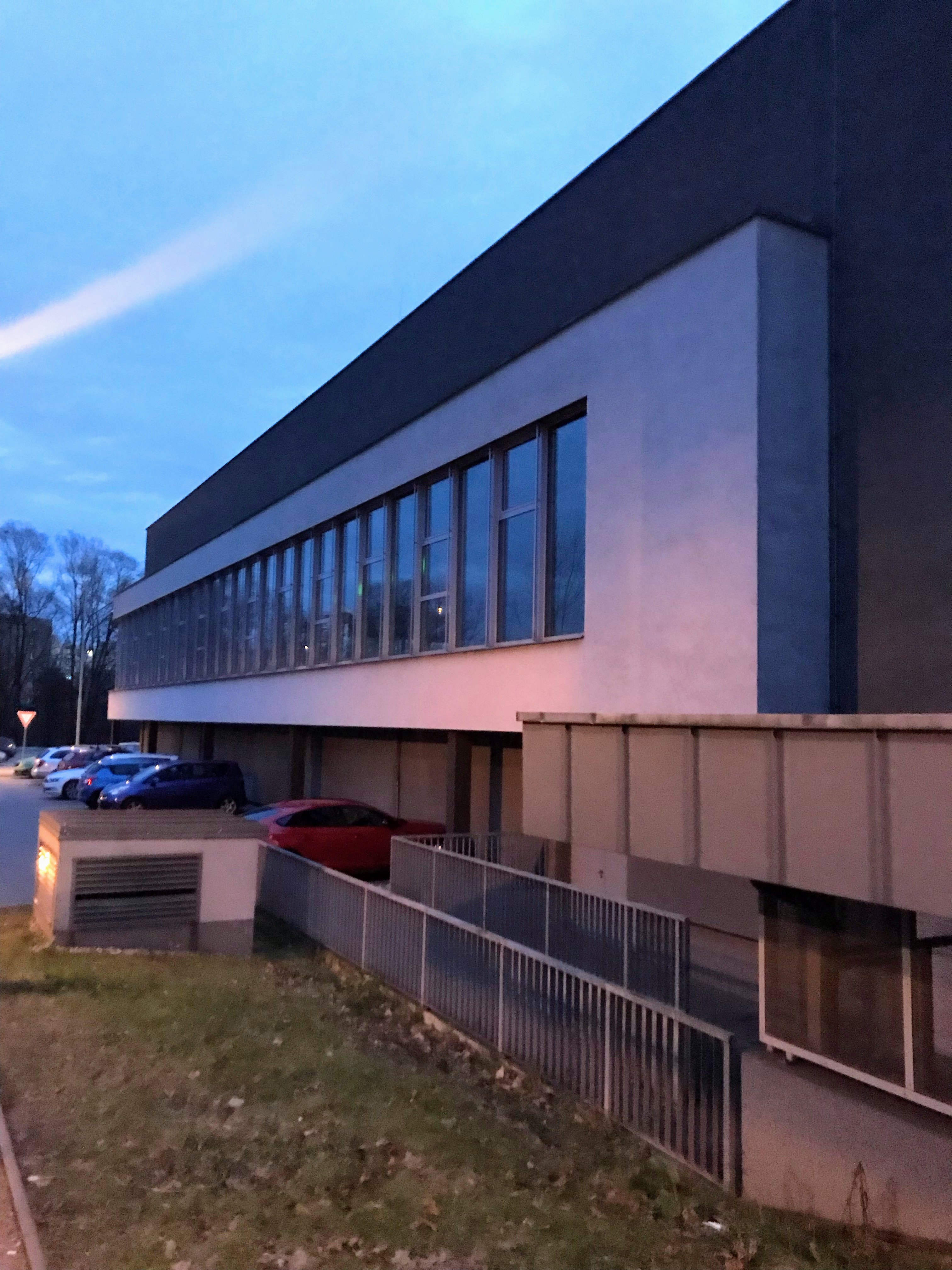
Pohled na halu STARS z parkoviště
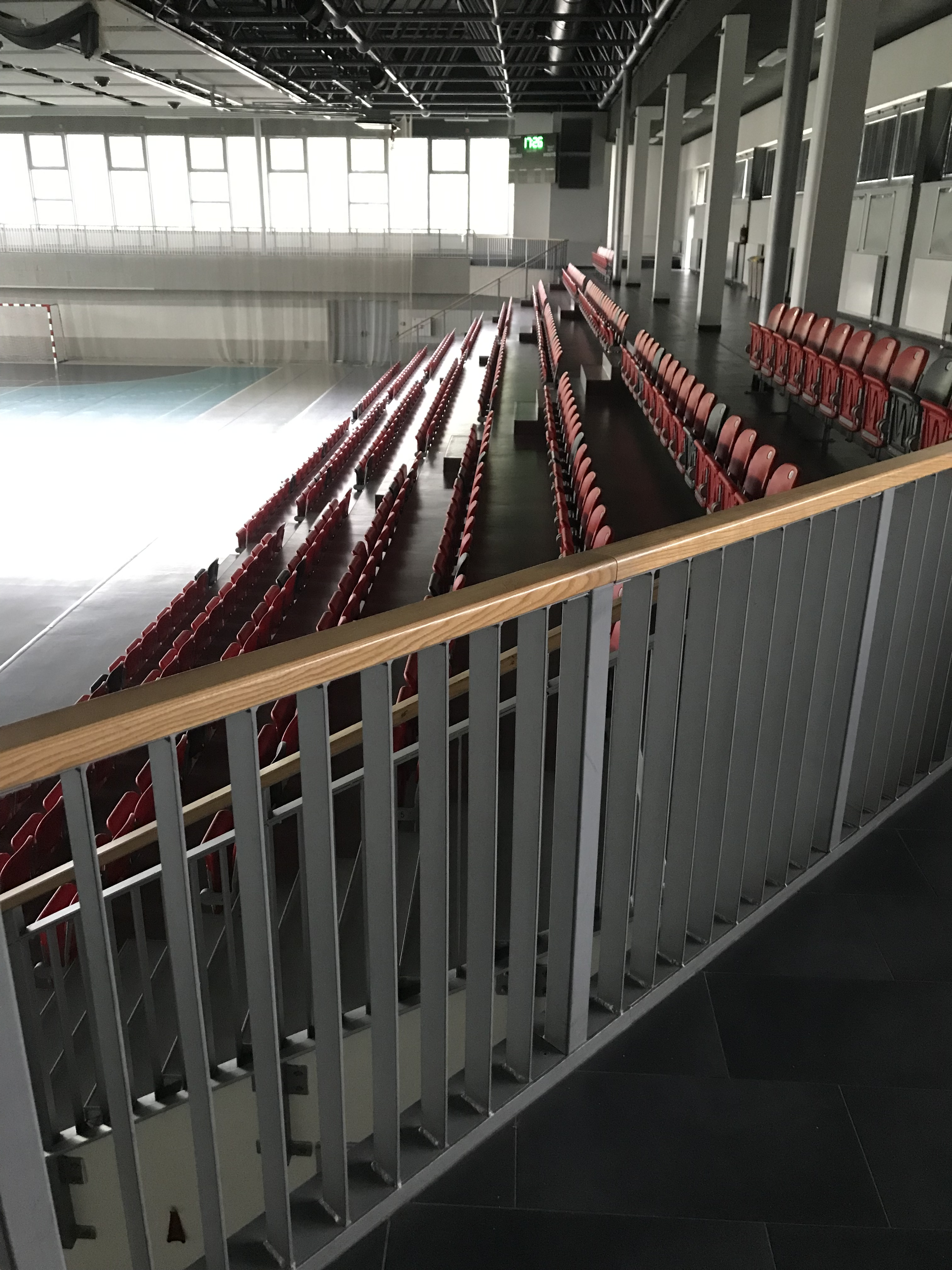
Interiér haly STARS

## Hala
Mužský i ženský A tým hrají svá utkání ve sportovní hale STARS Třinec, která se nachází na Tyršově ulici v Třinci. Její kapacita činí 900 míst, z toho 400 k sezení. Hala poskytuje divákům i bufet.